# Джиошвили, Максим Дмитриевич
Максим Дмитриевич Джиошвили (15 января 1996, Москва) — российский хоккеист, нападающий.

## Биография
Начал заниматься хоккеем в московской школе «Марьино», в 2005 году перешёл в систему «Динамо (Москва)». В начале 2010-х годов переехал в Северную Америку. В сезоне 2014/15 выступал за «Блумингтон» в USHL и «Корпус-Кристи» в NAHL.
В 2015—2017 годах сыграл 7 матчей в КХЛ за подольский «Витязь», но не набирал очков, также в это время играл в МХЛ за «Русских витязей», а на старте сезона 2016/17 выступал в ВХЛ за «ТХК» (Тверь). Летом 2017 года был обменян в «Салават Юлаев», но не пробился в состав и в первой половине сезона 2017/18 играл в ВХЛ за «Торос», затем несколько сезонов выступал в этой же лиге за «Динамо» (Санкт-Петербург).
Летом 2022 года перешёл в «Динамо» (Москва), где стал основным игроком и набрал свои первые очки в КХЛ.
В 2019 году в составе студенческой сборной России стал победителем зимней Универсиады в Красноярске. В финале против Словакии (2:1) забил первый гол россиян.
В декабре 2022 года получил первый вызов в сборную России. Дебютный матч сыграл 17 декабря 2022 года против Казахстана (6:2), набрав в нём 2 очка (1+1).

## Личная жизнь
Брат Владислав (род. 1998) также хоккеист.